# Saperdini

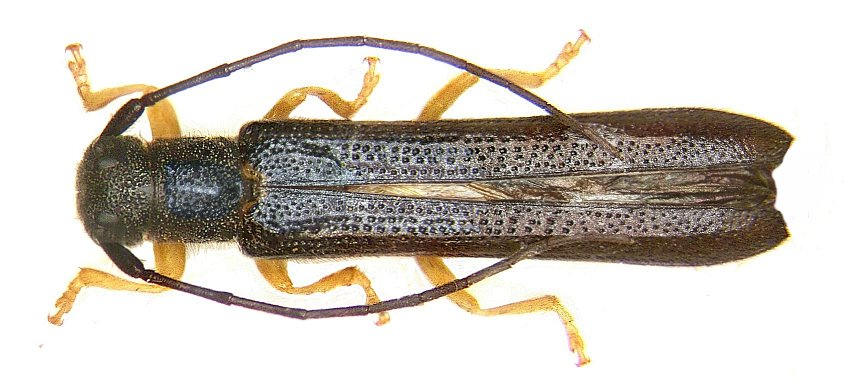
dłużynka leszczynowa (Oberea linearis)

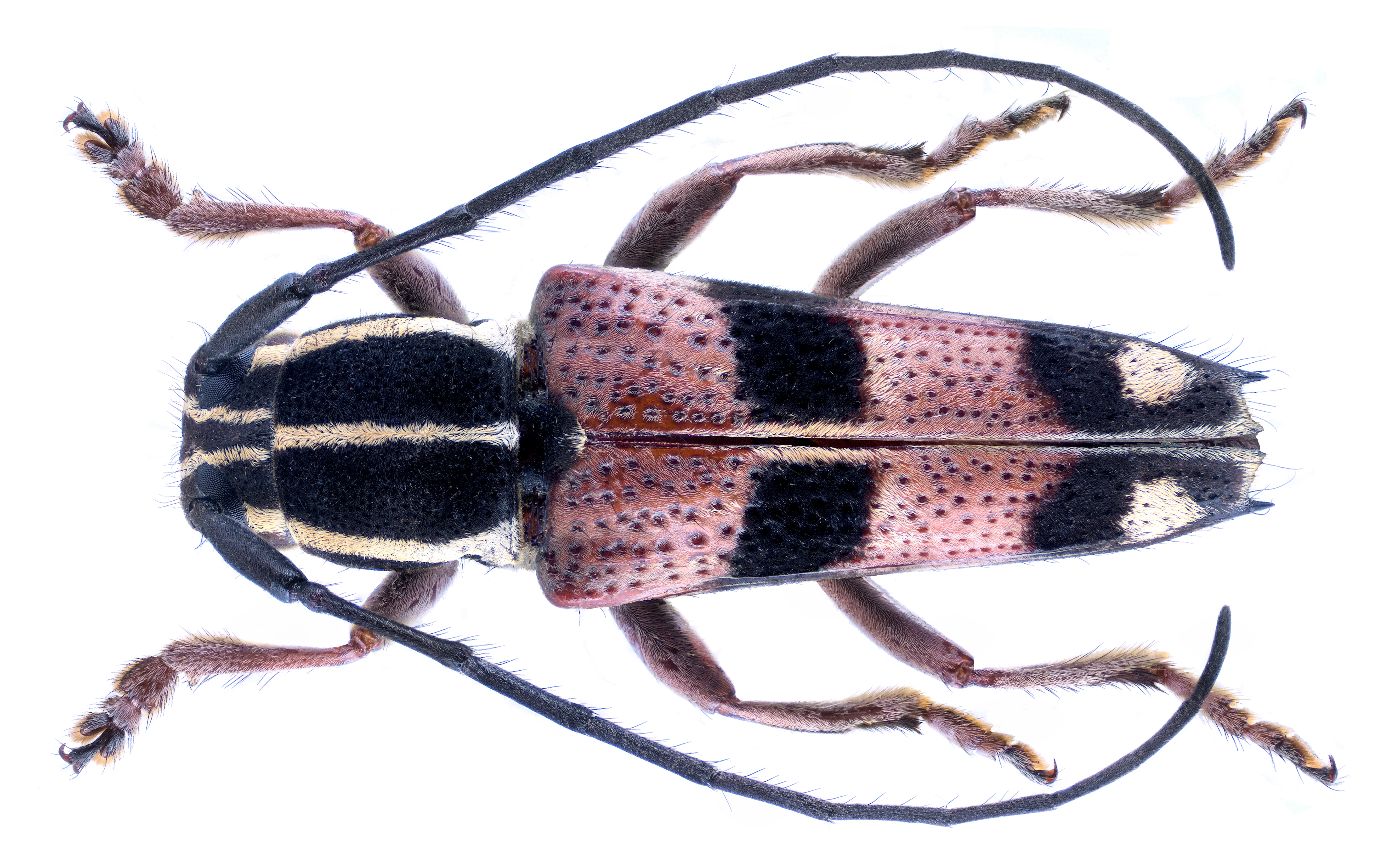
Glenea gabonica

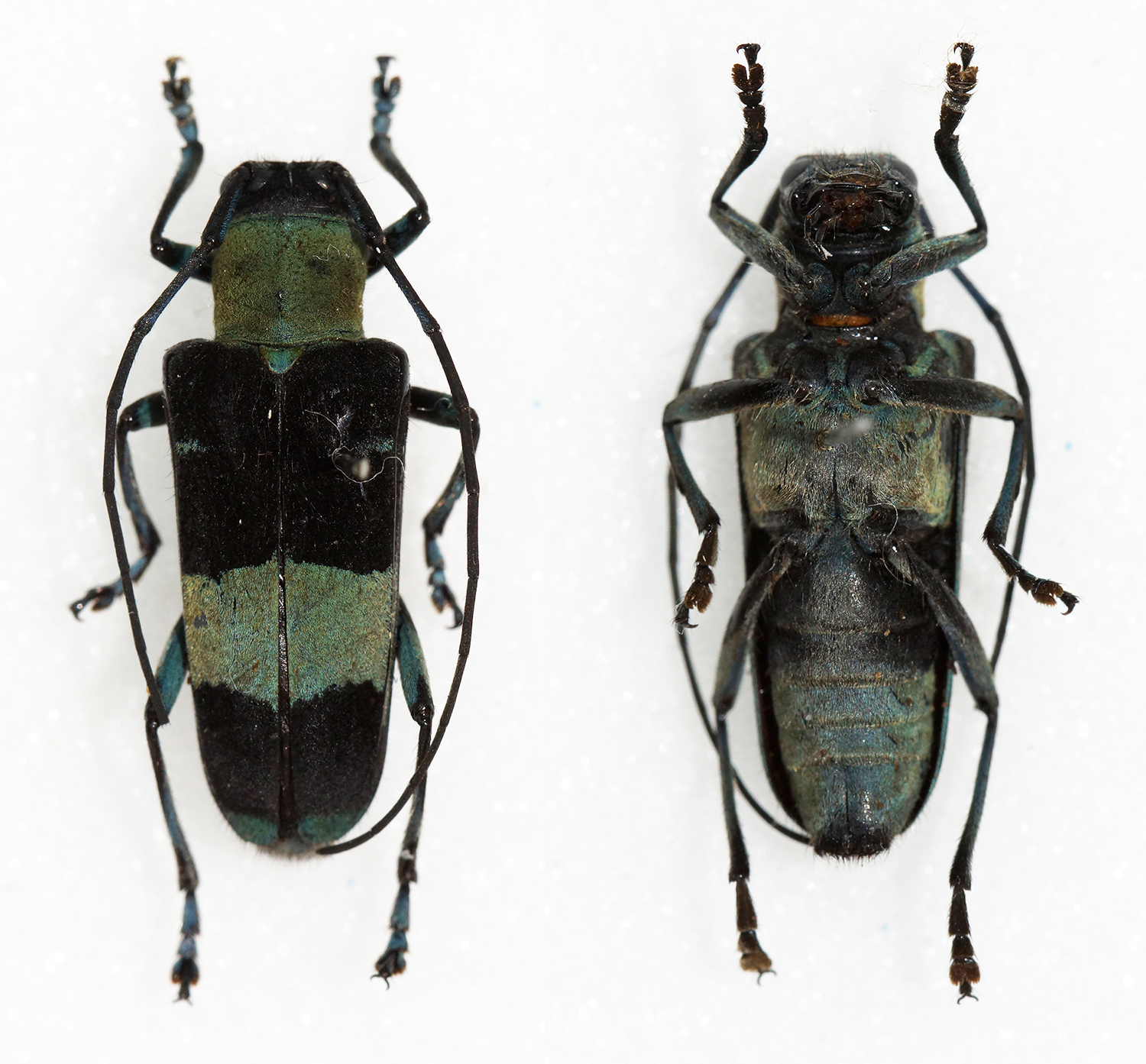
Paraglenea transversefasciata

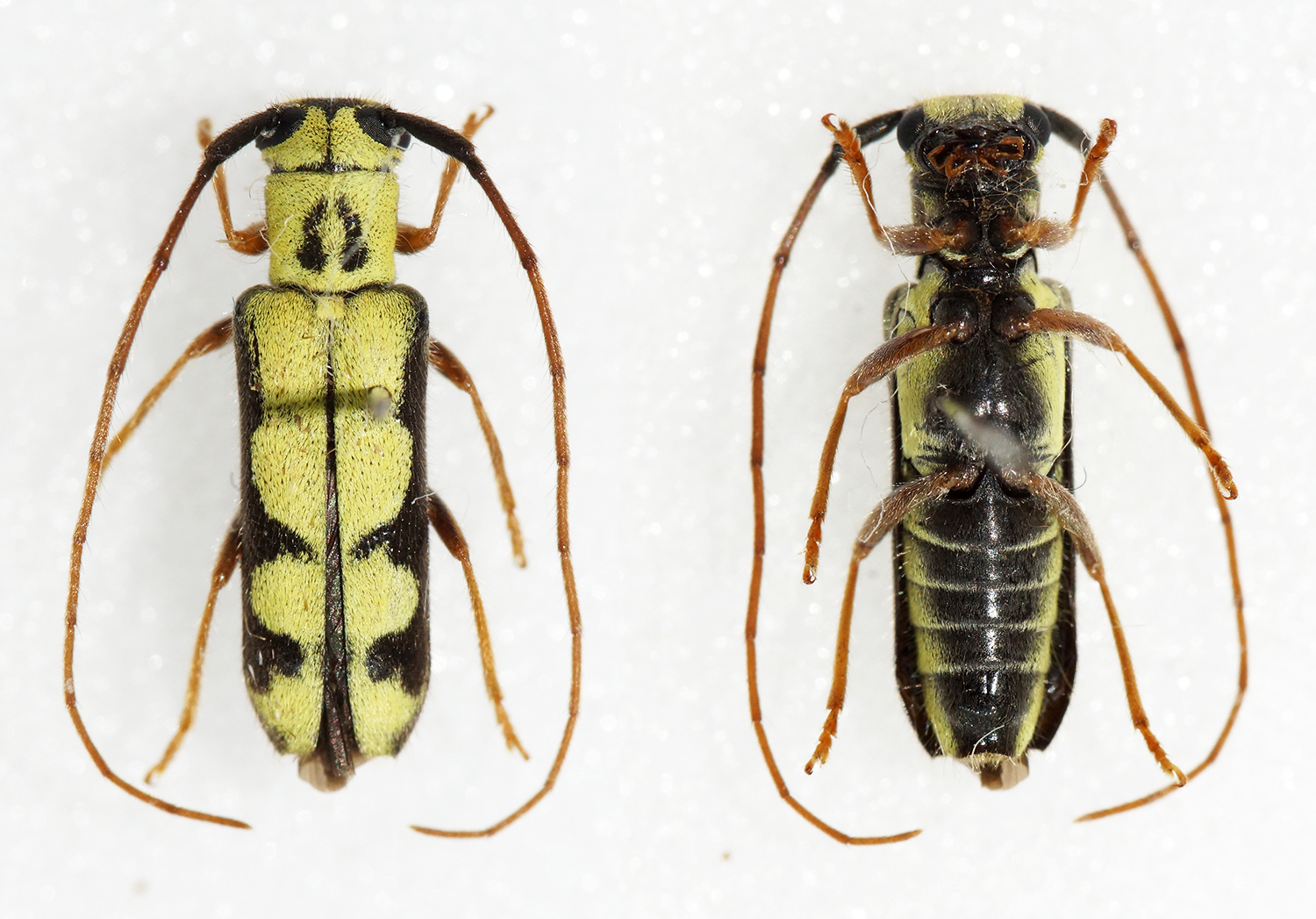
Menesia flavotecta

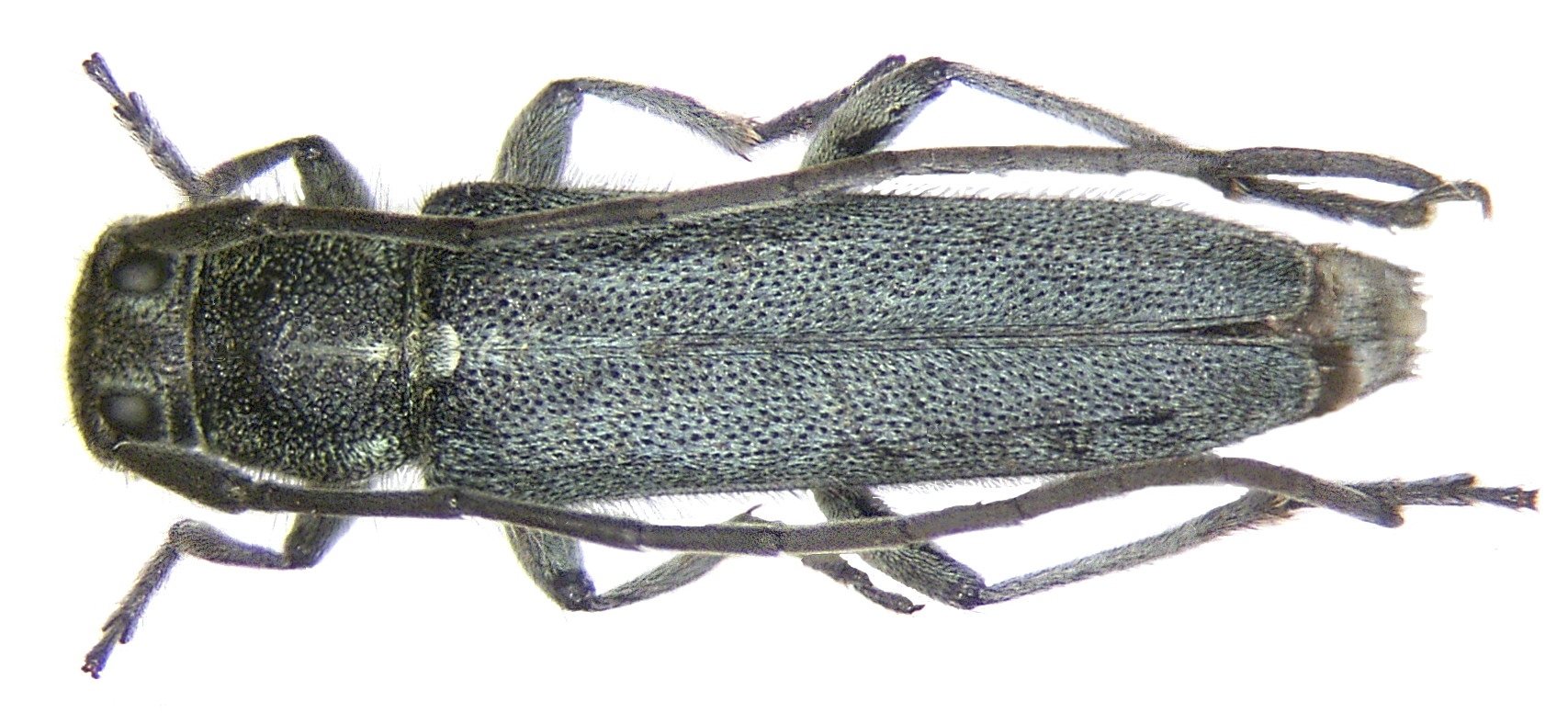
ziolarka żmijowcowa (Phytoecia coerulescens)

Saperdini – plemię chrząszczy z rodziny kózkowatych i z podrodziny Lamiinae. 

## Zasięg występowania
Większość gatunków występuje w Starym Świecie, zwłaszcza w Krainie Orientalnej (2/3 gatunków).

## Systematyka
Do Saperdini zalicza się  prawie 1400 gatunków zgrupowanych w 108 rodzajach:

- Acronioglenea
- Bifidunguiglenea
- Blamada
- Cagosima
- Callundine
- Chlorisanis
- Clavoserixia
- Conizonia
- Cristoberea
- Cyaneophytoecia
- Dyenmonus
- Dystomorphus
- Elongatoserixia
- Entelopes
- Entelopes
- Epiglenea
- Eudaphisia
- Eumecocera
- Eurycoptosia
- Eutetrapha
- Glenea
- Gleneonupserha
- Glenida
- Gracilinitocris
- Hemicryllis
- Heteroglenea
- Iranocoptosia
- Kabylophytoecia
- Leuconitocris
- Linda
- Loboberea
- Malloderma
- Mallosia
- Mallosiola
- Mandibularia
- Mecas
- kozinka (Menesia)
- Menesida
- Metallonupserha
- Micromallosia
- Micromandibularia
- Mimoberea
- Mimocagosima
- Mimochlorisanis
- Mimocoptosia
- Mimoglenea
- Mystrocnemis
- Nedytisis
- Neonitocris
- Neoserixia
- Neoxantha
- Nietzscheana
- Niponostenostola
- Nitakeris
- Nupserha
- Nupseroberea
- dłużynka (Oberea)
- Obereopsis
- Ossonis
- Oxylia
- Pannychella
- Pannychis
- Parablepisanis
- Paradystus
- Paraglenea
- Paramallosia
- Paramenesia
- Paranitocris
- Paraschoenionta
- Paraserixia
- Parastenostola
- Parazosne
- Pardaloberea
- Parentelopes
- Pareutetrapha
- Parobereopsis
- ziolarka (Phytoecia)
- Poecilobactris
- Praolia
- Pseudochlorisanis
- Pseudoconizonia
- Pseudoglenea
- Pseudolinda
- Pseudonitocris
- Pseudonupserha
- Pseudophytoecia
- Pseudoschoenionta
- Pteromallosia
- Pygoptosia
- rzemlik (Saperda)
- Saperdoglenea
- Savang
- Schoenionta
- Scytasis
- Semiangusta
- Serixia
- Serixiomenesia
- Serixiophytoecia
- Spinoberea
- obwężyn (Stenostola)
- Stibara
- Striophytoecia
- Thermistis
- Thyestilla
- Trichonitocris
- Tsounkranaglenea
- Vespinitocris
- Zosne